# Conseil pontifical
Un conseil pontifical est une ancienne organisation de la curie romaine destiné à répondre aux besoins de chaque époque. Si l'on compare la Curie romaine à un gouvernement alors les conseils pontificaux sont analogues à des secrétariats d'État.
Avec la Constitution apostolique Praedicate Evangelium promulguée par le pape François (entrée en vigueur le 5 juin 2022), toutes les anciennes Congrégations et Conseils pontificaux ont été regroupés sous un terme unique : dicastères.

## Présentation
Les Conseils pontificaux n'existent plus en tant que tels depuis l'entrée en vigueur de la Constitution apostolique Praedicate Evangelium en juin 2022. 
- Le conseil pontifical pour les laïcs et le conseil pontifical pour la famille sont supprimés au 1er septembre 2016 au bénéfice du nouveau dicastère pour les laïcs, la famille et la vie
- Les conseils pontificaux  « Justice et Paix », « Cor unum » pour la promotion humaine et chrétienne, pour la pastorale des migrants et des personnes en déplacement et pour la pastorale des services de la santé sont supprimés au 1er janvier 2017 au bénéfice du nouveau dicastère pour le service du développement humain intégral
- Conseil pontifical pour la nouvelle évangélisation supprimé au bénéfice du Dicastère pour l'évangélisation
- Conseil pontifical de la culture (ainsi que le Conseil pontifical pour le dialogue avec les non-croyants) supprimé au bénéfice du Dicastère pour la Culture et l'Éducation.
- Conseil pontifical pour la promotion de l'unité des chrétiens, supprimé au bénéfice du Dicastère pour la promotion de l'unité des chrétiens.
- Conseil pontifical pour les textes législatifs supprimé au bénéfice du Dicastère pour les textes législatifs.
- Conseil pontifical pour le dialogue inter-religieux supprimé au bénéfice du Dicastère pour le dialogue interreligieux.
- Le conseil pontifical pour les communications sociales supprimé au bénéfice du Dicastère pour la communication.